# Roger Williamson

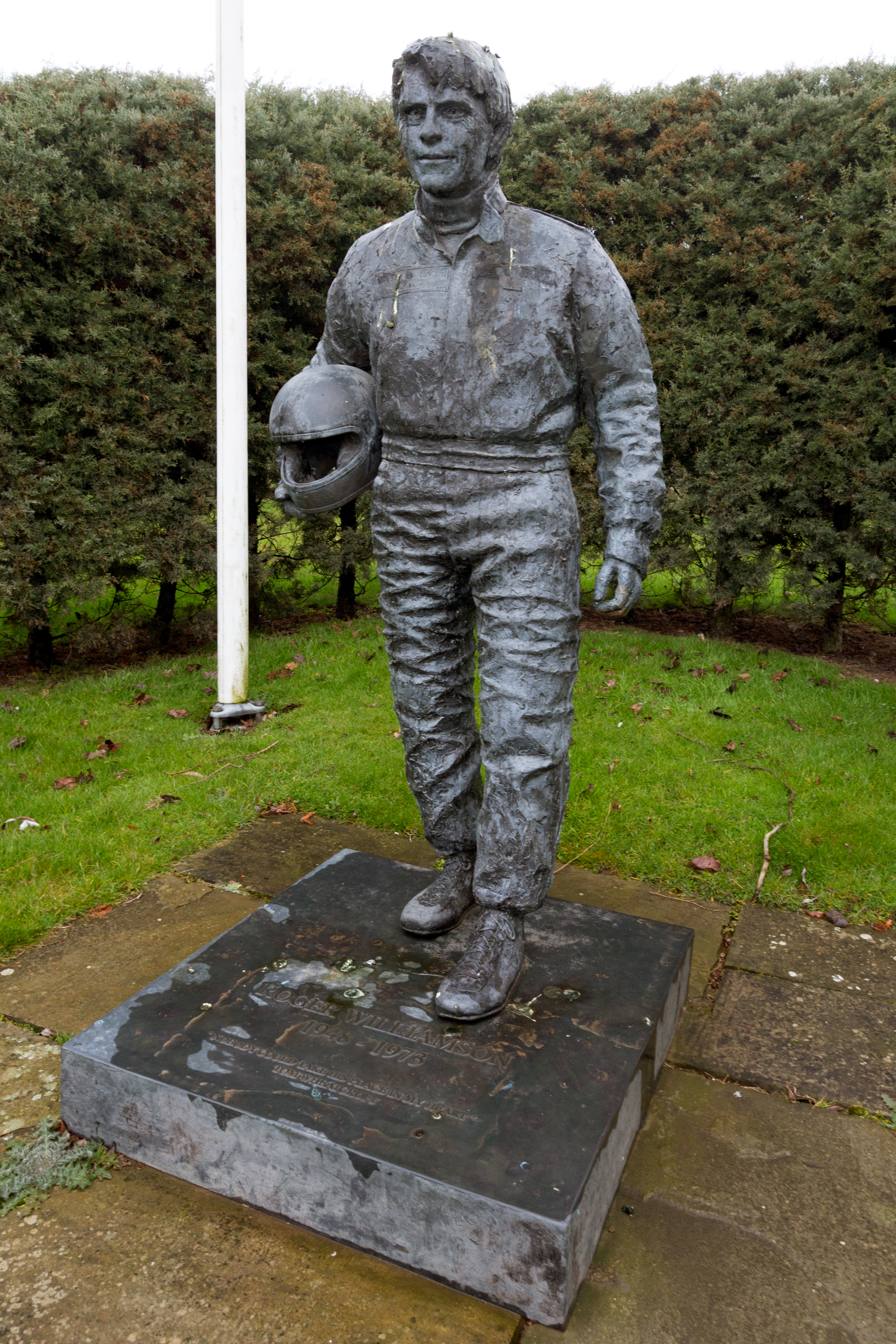
Standbeeld van Roger Williamson in Donington Park

Roger Williamson (Ashby-de-la-Zouch (Leicester), 2 februari 1948 – Zandvoort, 29 juli 1973) was een Britse autocoureur. Hij kwam in 1973 om tijdens de Formule 1 Grote Prijs Formule 1 van Nederland op het circuit van Zandvoort.

## Carrière

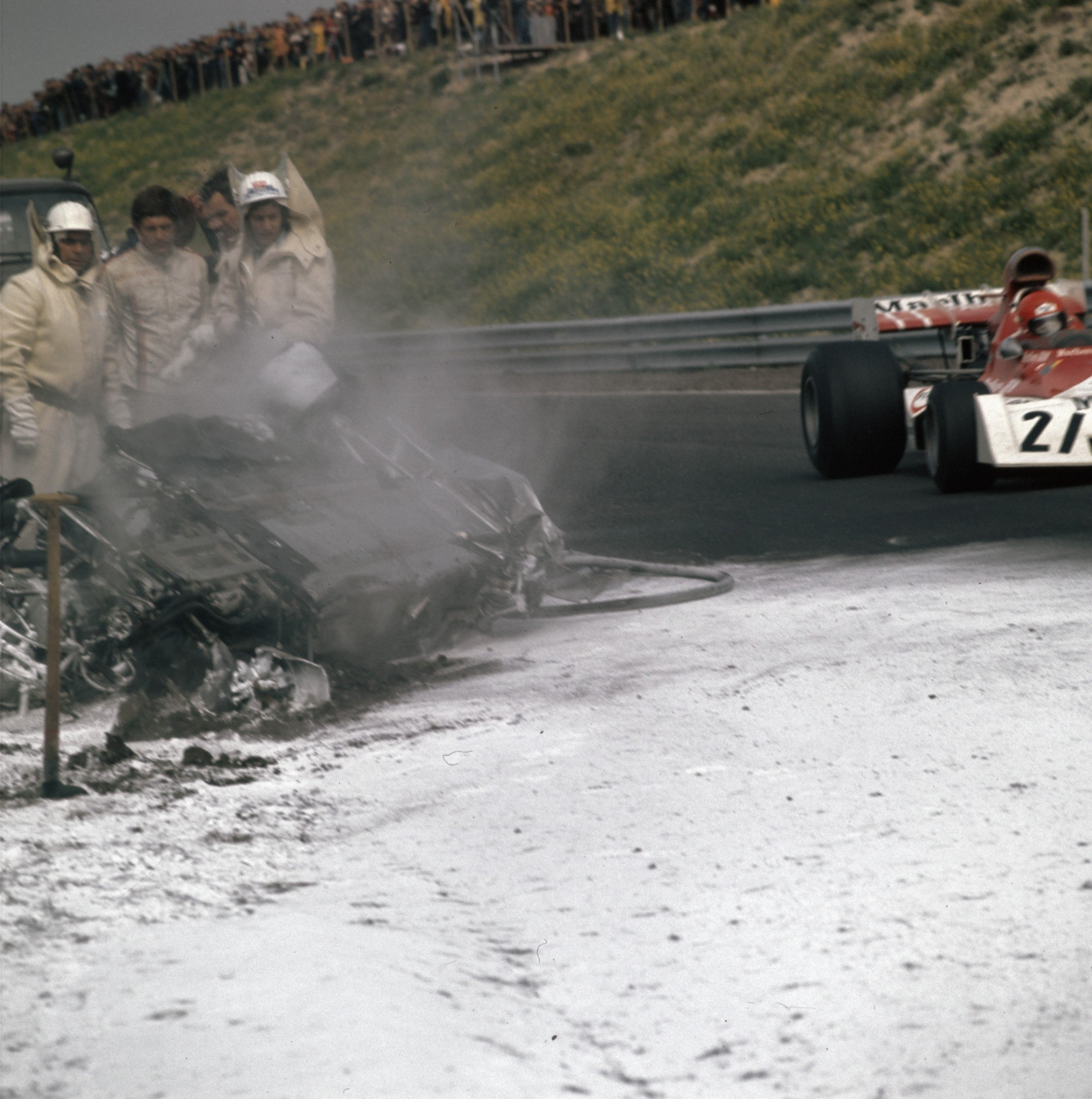
De verongelukte racewagen van Roger Williamson

Op veertienjarige leeftijd begon Williamson met autoracen en in 1971 en 1972 won hij de Britse Formule 3. In 1973 debuteerde Williamson in de Formule 1 voor het team van March tijdens de Grand Prix van Groot-Brittannië. Tijdens die race was Williamson betrokken bij een startcrash en moest opgeven.
Zijn tweede Grand Prix was in Nederland. In deze wedstrijd kreeg hij in de achtste ronde een lekke band, waardoor zijn auto crashte en op de kop kwam te liggen. Williamson kon niet uit zijn brandende auto komen. De coureur David Purley stopte een ronde later om Williamson te helpen, maar in zijn eentje kon hij de auto niet recht tillen. Baanofficials boden geen adequate hulp, waarna Purley de enige aanwezige brandblusser van een official pakte en deze vergeefs leegspoot op de auto van Williamson.
Buiten de plek des onheils had men de ernst van de situatie niet meteen in de gaten; Purley, die rond de auto liep, werd aangezien voor de coureur die bij het wrak hoorde, onder anderen door tv-commentatoren. De brandweerauto kwam uiteindelijk veel te laat aan, omdat deze in een laag tempo een groot deel van het circuit moest overbruggen; de race was niet stilgelegd en de brandweer wilde niet tegen de rijrichting in rijden. Williamson was omgekomen, verstikt door het vuur, niet door het ongeluk zelf.
Het ongeluk van Williamson is een zwarte bladzijde in de geschiedenis van het circuit van Zandvoort en een grote tragedie in de Formule 1, terwijl het niet zo slecht had hoeven aflopen. Het ongeluk was aanleiding om de veiligheidsmaatregelen in de Formule 1 en rond circuits verder aan te scherpen.
Fotograaf Cor Mooij won in 1974 de World Press Photo van het jaar in de categorie fotoseries voor zijn serie van het ongeval. Bij het circuit van Donington Park werd in 2003 een standbeeld van Roger Williamson onthuld. In 2004 besteedde het tv-programma Andere Tijden een uitzending aan het ongeluk van Williamson.